# ぽ〜くちょっぷ
ぽ〜くちょっぷは、サンミュージックプロダクション所属のお笑いコンビ。2005年結成。漫才協会会員。

## メンバー
- 篠木 正啓（しのぎ まさひろ、1982年4月2日（42歳） - ）
  - ボケ担当。ネタ作成担当[1]。立ち位置は左。
  - 群馬県館林市出身[2]。
  - 身長170cm、体重90kg（太目の方）・血液型O型
  - 群馬県立館林商工高等学校卒業、関東学園大学法学部卒業[3]。
  - 趣味はギター、ゲーム[4]、パソコン、特技はファミコンのゲームをミス無しでクリアすること。
  - 「ロック検定」3級、計算技術検定3級、情報技術検定2級、ガス溶接、アーク溶接のそれぞれの免許、資格を持っている。
  - 元々お笑い界に憧れていたわけではなかったが、普通にサラリーマンになりたくなかったことと「楽しいことをやってお金が稼げる」と考えたという動機から、養成所『TOKYO☆笑BIZ』に入った[1]。
  - かつてステージ上ではよく、VELVET UNDERGROUNDのTシャツ（バナナが大きくプリントされたもの）を着ていたことがあった[5]。
  - 大学祭でのMCが好評を受けたことがあったことから、芸人を目指すようになった[6]。
  - かつてカズレーザー（メイプル超合金）と同居していたことがあった[6]。
  - プロダクション人力舎に所属するための養成所のテストで不合格になったことがある[7][8]。ちなみにTOKYO☆笑BIZ同期生のふぢわら（わらふぢなるお）もスクールJCAの面接を受けていたが、入学者が定員に達していた事を理由に落とされている[9]。

- 関 仁彦（せき よしひこ、1985年2月18日（40歳） - ）
  - ツッコミ担当。立ち位置は右。
  - 埼玉県蕨市出身[10]。
  - 身長173cm、体重64kg（細身の方）・血液型AB型
  - 蕨市立東中学校 → 駿台学園高等学校卒業[10]、大学中退[7]。
  - 特技はサッカー（高校まで部活はサッカー部[7]）、物真似。
  - 好きな映画（Vシネマ）は『難波金融伝・ミナミの帝王』。
  - カンニング竹山の運転手をしていたことがある[11]。
  - 高校卒業後に芸人になろうと、松竹芸能の養成所のテストを受けるつもりでいたが、その試験日がサッカー部の最後の大会と重なり、大会の方を選んで試験は断念した。高校卒業後の進路に迷ったが、大学に進学した[7]。

（）

## 略歴
2005年6月にサンミュージックグループのプロジェクトGET運営のお笑いスクール『TOKYO☆笑BIZ』に2期生として二人が入学（同期には同じくサンミュージックに所属するコンビのワンツーギャンゴらがいる）。共に普通に会社員になりたくなく、楽しいことをやって稼ぎたいと思ったような同士だった。そこで2006年結成。TOKYO☆笑BIZの他の人がみんなコンビを組んでいたりしていて、二人だけ声を掛けたものの断られたりしていたという余り者同士だった。卒業後にサンミュージック所属となる。
2011年のTHE MANZAIで準決勝まで進出。

## 芸風
時々キレ気味になりそうな篠木の喋りと、それを受ける関の喋りとで構成されることが多い。篠木がキレ気味に喋ろうとすると関がビンタを入れて、篠木がまた同じことから言おうとするといった掛け合いがある。また、お互いに怒鳴り合うケンカ漫才の様相を見せることも多い。ケンカ漫才では、お互いに言いたいことを言い合うというもので、アドリブの応酬になることも多く、予定していたネタからどんどん外れて話が脱線することも多い。篠木は「ここ数年、予定していたネタ通りにやったことが無い」とも話している。
篠木の体型を関がいじって篠木の腹を叩く、という基本パターンがあるが、このパターンを提案したのは篠木であり、舞台上で突然ウケ狙いのためにやったことがきっかけだった。これからケンカ漫才に発展するというパターンとなっていくが、かつては本当にケンカになりかけて、そのまま楽屋で“延長戦”状態になったということもあった。
かつては「やれば出来る子 ぽ〜くちょっぷです!」というあいさつを言うことがあった。
影響を受けた芸人は極楽とんぼであることが判明している。

## 出演
- ワッチミー!TV×TV（BSフジ） - 2009年1月5日『watch me! 笑劇場』
- ゲームレコードGP（MONDO21）
- 7万人探偵ニトベ（BS朝日）- episode 3「ダンディ坂野殺人事件」（2009年5月8日）
- BSブランチ（BS-TBS） - 2009年12月19日
- めちゃ×2イケてるッ!（フジテレビ）- 2010年11月13日
- 新世紀ネタキング決定戦（TOKYO MX）- 2011年3月3日
- オンバト+（NHK総合）戦績1勝2敗 最高441KB（これはオフエアの記録であり、オンエアの最高は433KB）
- THE MANZAI（フジテレビ）準決勝進出
- ストライクTV（テレビ朝日）- 2012年2月13日
- テベ・コンヒーロ（TBS）- 2012年5月22日
- グリグリくりぃむ（テレビ朝日）- 2012年6月24日
- 芸人報道（日本テレビ）- 2013年7月15日、22日